# Ronja Bichsel
Ronja Bichsel (* 19. September 2000) ist eine Schweizer Unihockeyspielerin. Sie steht beim Nationalliga-A-Vertreter Zug United unter Vertrag.

## Karriere

### Verein

#### Anfänge
Bichsel begann ihre Karriere beim UHC Astros Rotkreuz. Später wechselte sie zu Zug United. Nach kurzer Zeit wurde sie zum Partner UHC Zugerland in den Nachwuchs transferiert. Nach einer starken Saison in der U21, in welcher sie in 18 Partien 16 Scorerpunkte sammelte, wurde mit Zug United vereinbart, dass sie nach der Saison in das Kader Zug Uniteds aufgenommen wird.

#### Zug United
2016 debütierte sie in der ersten Mannschaft von Zug United in der Nationalliga A. In ihrer ersten Saison absolvierte sie insgesamt 25 Partien und erzielte dabei sechs Tore und drei Assists. Am 11. April 2017 gab Zug United die Vertragsverlängerung um ein Jahr bekannt. Ein Jahr später verkündete der Verein, dass Bichsel, Topskorerin der Saison 2017/18, weiterhin für Zug United auflaufen wird.

### Nationalmannschaft
2016 debütierte Bichsel im Alter von 16 Jahren in der U19-Unihockeynationalmannschaft der Schweiz. Sie wurde an der U19-Floorball Tour der Damen zum ersten Mal eingesetzt. 2017 wurde sie bei drei Testspielen gegen die tschechische U19-Nationalmannschaft ebenfalls eingesetzt. Dabei gelangen ihr zwei Tore und ein Assist. Im November 2017 war sie bei der EFT in Malmö dann erneut dabei und erzielte zwei Tore.